# Coturnicops
Coturnicops is een geslacht van vogels uit de familie Rallen, koeten en waterhoentjes (Rallidae). Het geslacht telt twee soorten.

## Soorten
- Coturnicops exquisitus  – Swinhoes ral
- Coturnicops noveboracensis  – Gele ral